# Cima di Monte
Cima di Monte è un rilievo dei Monti Reatini che si trova nel Lazio, nella provincia di Rieti, nel comune di Cantalice.